# کیتینوس
کیتینوس (نام علمی: Cytinus) نام یک سرده از گیاهان گلدار است.